# 群馬県道4号前橋赤城線
群馬県道4号前橋赤城線（ぐんまけんどう4ごう まえばしあかぎせん）は、群馬県前橋市を通過する県道（主要地方道）である。

## 概要
本県道は、前橋市の中心市街地に位置する本町二丁目五差路から同市富士見町赤城山に位置する赤城山頂までを結ぶ路線である。
富士見地区内の区間は沿道に観光スポットが多い。前橋市富士見町小暮では赤城山頂の赤城神社「一之鳥居」として1965年（昭和40年）の道路拡幅の際に市民の寄付で建てられた高さ21.3m、幅28mの「赤城大鳥居」を本県道がそのままくぐり抜ける。
2011年以降、「まえばし赤城山ヒルクライム大会」のコースとしても注目されている。

### 路線データ
- 総延長 : 27.8367 km[2]
- 実延長 : 27.7766 km[2]
- 起点 : 群馬県前橋市表町2丁目/本町2丁目（本町二丁目五差路交差点、国道50号・群馬県道17号前橋停車場線交点）
- 終点 : 群馬県前橋市富士見町赤城山（群馬県道16号大胡赤城線・群馬県道70号大間々上白井線交点）

## 歴史
- 1920年（大正9年）4月1日：「前橋黒保根線」として群馬県道指定[3]。
  - 指定経路自体は、勢多郡黒保根村水沼（現・桐生市黒保根町）から赤城山上に登り、勢多郡富士見村（現・前橋市富士見町）側へ下って前橋市街地に至るものであったが、黒保根側中途から赤城山上までの区間は未開通であった（2012年時点でもこちら側から山頂に至る車道はない）。
- 1954年（昭和29年）8月10日：指定区間と名称を見直し、現名称となる。県道として認定される[2]。
  - 当時、この道路の山岳区間は長い急勾配が続く未舗装の悪路であり、その過酷な条件から、1957年には著名な軽自動車「スバル・360」の試作車を、オーバーヒート対策の登坂耐久試験にかけるテストコースとして利用されたという逸話がある。[要出典]
- 1959年（昭和34年）9月18日：群馬県より現・道路法に基づき、前身路線にあたる県道黒保根前橋線（勢多郡黒保根村 - 前橋市、整理番号33）が路線廃止される[4]。
- 1965年（昭和40年）11月：県道渋川・大間々線を加えた富士見村大字小暮字東所替戸（一之鳥居）から大字赤城山字赤城山（鳥居峠）までの区間21.2キロメートルをアスファルト・コンクリート舗装に改め、赤城南面有料道路として一部開通[5]。
- 1966年（昭和41年）8月：赤城南面有料道路完成[5]。
- 1993年（平成5年）5月11日：建設省から、県道前橋赤城線が前橋赤城線として主要地方道に指定される[6]。
- 1995年（平成7年）1月1日：無料開放。[要出典]
- 2011年（平成23年）9月11日：第1回「まえばし赤城山ヒルクライム大会」（本県道をコースとしている）開催（以降、毎年秋頃に大会を開催）

## 路線状況
本県道の車線数は起点部の本町二丁目五差路から中央前橋駅北側交差点の区間が4車線となっているのを除いてほぼ全線2車線である。
前橋市上細井町以南は前橋都市圏の南北幹線として終日混雑が激しく、また以北の南面道路に連なる区間も赤城山観光の表ルートとして機能しており、観光シーズンの混雑が著しい。赤城山上に（名目上でなく）実際に到達できる登山車道は県道ばかり3本があるが、通年通行可能なのは県道前橋赤城線のみである。

### 通称
- 赤城道路
前橋の北東にそびえ立つ赤城山南麓の国道353号交点から山頂の大沼までを結ぶ約19 km区間の通称[7]。かつて有料道路であった赤城南面道路の区間でもある。ヘアピンコーナーの連続する区間があり、しげの秀一のマンガ作品『頭文字D』の舞台にもなったことでも知られる[7]。
- 赤城県道
- 東国文化歴史街道（起点 - 前橋市富士見町小暮・畜産試験場交差点）
- 赤城南面道路（前橋市富士見町小暮 - 富士見町赤城山）
- 上毛三山パノラマ街道（前橋市富士見町小暮・小暮交差点 - 前橋市富士見町赤城山・県道251号交点）

### 重複区間
- 群馬県道101号四ツ塚原之郷前橋線（前橋市富士見町時沢・時沢交差点 - 時沢神社前交差点）
- 群馬県道70号大間々上白井線（前橋市富士見町赤城山）

## 地理

### 通過する自治体
- 前橋市

### 交差する道路

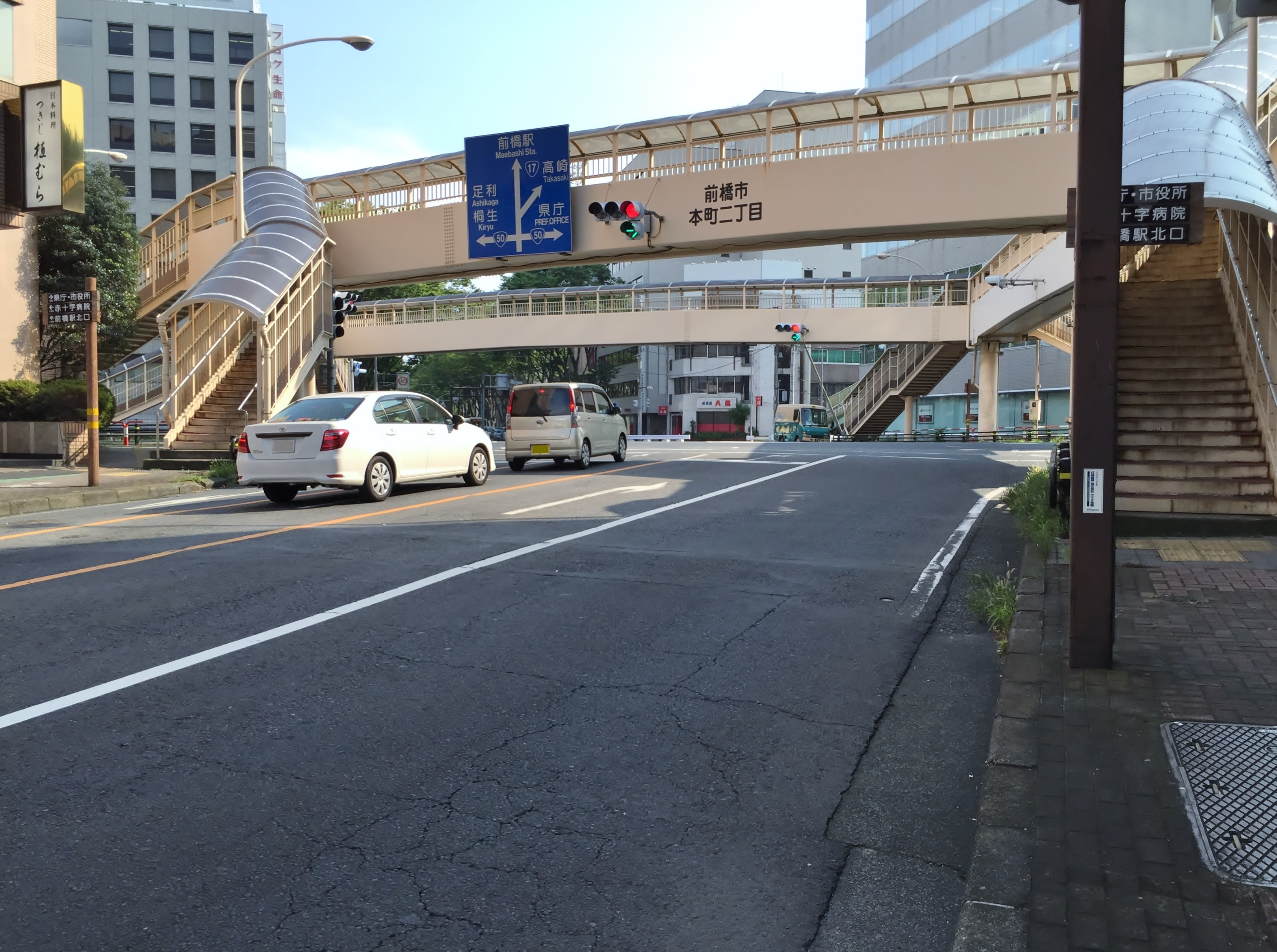
本町2丁目・五差路の交差点
（起点、2015年8月）
県道17号の終点でもある。交差点は写真手前方向が県道4号、写真奥方向が県道17号、写真左右方向が国道50号、写真右奥方向が市道である。

- 国道50号・群馬県道17号前橋停車場線（起点）
- 群馬県道3号前橋大間々桐生線（前橋市城東町2丁目）
- 群馬県道151号津久田停車場前橋線（前橋市若宮町4丁目/日吉町4丁目・若宮町四丁目交差点）
- 群馬県道76号前橋西久保線（前橋市上細井町・上細井町交差点）
- 国道17号 上武道路（前橋市上細井町/富士見町時沢・上武上細井交差点）
- 群馬県道101号四ツ塚原之郷前橋線（前橋市富士見町時沢・時沢交差点）
- 群馬県道101号四ツ塚原之郷前橋線（前橋市富士見町時沢・時沢神社前交差点）
- 群馬県道34号渋川大胡線（前橋市富士見町小暮・小暮交差点）
- 国道353号（前橋市富士見町小暮・畜産試験場交差点）
- 群馬県道70号大間々上白井線（車両通行不可区間）・群馬県道157号赤城山敷島停車場線（前橋市富士見町赤城山）
- 群馬県道251号沼田赤城線（前橋市富士見町赤城山）
- 群馬県道16号大胡赤城線・群馬県道70号大間々上白井線（終点）